# 小行星8554
小行星8554（8554 Gabreta）是一颗绕太阳运转的小行星，为主小行星带小行星。该小行星于1995年5月25日发现。

## 轨道参数
小行星8554的轨道半长轴为2.2138924 UA，离心率为0.091。